# Трудности ассимиляции
«Трудности ассимиляции» (англ. Fresh Off the Boat, буквальный перевод — «Только что с корабля») — американский телевизионный ситком, созданный Нахнатчкой Кхан. Премьера шоу состоялась 4 февраля 2015 года на канале ABC. Сериал основан на автобиографии ресторатора Эдди Хуана.
В центре сюжета находится азиатско-американское семейство, живущее в 1990-х годах, которое переезжает из Вашингтона в Орландо, штат Флорида, чтобы открыть мясной ресторан. Это первый ситком с азиатами в главных ролях со времен недолго просуществовавшего шоу Маргарет Чо «Американская девушка» 1994—1995 годов.
8 ноября 2019 года было объявлено, что сериал завершится на шестом сезоне; последний эпизод вышел в эфир 21 февраля 2020 года.

## Актёры и персонажи
- Рэндалл Парк — Луис Хуан
- Констанс Ву — Джессика (урожд. Чу) Хуан
- Хадсон Янг — Эдди Хуан
- Форрест Уилер — Эмери Хуан
- Иэн Чен — Эван Хуан
- Люсиль Сунг — бабушка Дженни Хуан (сезон 1 периодически; сезоны 2—6 постоянно)
- Челси Крисп — Хани Эллис (сезон 1 периодически; сезоны 2—6 постоянно)
- Рэй Уайз — Марвин Эллис (сезоны 1—2 периодически; сезоны 3—6 постоянно)

## Разработка и производство
Разработка проекта, автором сценария которого выступила Нахнатчка Кхан, началась в августе 2013 года. 10 мая 2014 года, ABC заказал съемки первого сезона сериала для трансляции в телесезоне 2014-15 годов, а его премьера была намечена на мидсезон. Шоу стартовало 4 февраля 2015 года, дебютировав в блоке ситкомов среды, прежде чем отправиться на 8 вечера вторника, где ранее провалился ситком «Селфи».
7 мая 2015 года сериал был продлён на второй сезон, который стартовал 22 сентября 2015 года. 3 марта 2016 года сериал был продлён на третий сезон. 11 мая 2018 года сериал был продлён на пятый сезон. 10 мая 2019 года канал ABC продлил сериал на шестой сезон.

## Критика
| Сезон          | Отзывы критиков   | Отзывы критиков  |
| Сезон          | Rotten Tomatoes   | Metacritic       |
| -------------- | ----------------- | ---------------- |
| 1              | 91% (54 отзыва)   | 75% (28 отзывов) |
| 2              | 100% (11 отзывов) | N/A              |
| 3              | 100% (9 отзывов)  | N/A              |
| 4              | 86% (7 отзывов)   | N/A              |
| 5              | N/A               | N/A              |
| 6              | N/A               | N/A              |
| Средняя оценка | 94%               | 75%              |

## Эпизоды
| Сезон | Сезон | Эпизоды | Даты показа      | Даты показа     |
| Сезон | Сезон | Эпизоды | Премьера сезона  | Финал сезона    |
| ----- | ----- | ------- | ---------------- | --------------- |
|       | 1     | 13      | 4 февраля 2015   | 21 апреля 2015  |
|       | 2     | 24      | 22 сентября 2015 | 24 мая 2016     |
|       | 3     | 23      | 11 октября 2016  | 16 мая 2017     |
|       | 4     | 19      | 3 октября 2017   | 20 марта 2018   |
|       | 5     | 22      | 5 октября 2018   | 12 апреля 2019  |
|       | 6     | 15      | 27 сентября 2019 | 21 февраля 2020 |